# Augst
Augst (antiguamente Baselaugst) es una comuna suiza del cantón de Basilea-Campiña, situada en el distrito de Liestal. Limita al noroeste con la comuna de Grenzach-Wyhlen (DE-BW), al noreste con Kaiseraugst (AG), al sureste con Giebenach, al sur con Füllinsdorf, y al oeste con Pratteln.

## Historia
Augst es un pueblo situado en la desembocadura del río Ergolz en el Rin. Augst (Augusta en latín) fue creciendo gracias a un peaje que se exigía al cruzar el puente que atravesaba el río. En 1442 el pueblo estaba dividido entre Kaiseraugst, que dependía del señorío austriaco de Rheinfelden antes de ser unido al cantón de Argovia, y Baselaugst o más simplemente Augst, que dependía de la señoría de Farnsburg y que pasó al cantón de Basilea-Campiña en 1461.

## Economía
La economía del pueblo se basaba en la agricultura, aunque también se aprovechaba del tráfico de los caminantes y de las personas que pasaban por el pueblo en el siglo XIX. Su economía creció considerablemente en 1912 gracias a la construcción de una central eléctrica en el Rin.

## Monumentos
A medio camino entre Augst y Kaiseraugst está la ciudad romana de Augusta Raurica, donde se encuentran, entre otras cosas, un antiguo teatro romano, un anfiteatro, un templo, un foro y unos baños termales.

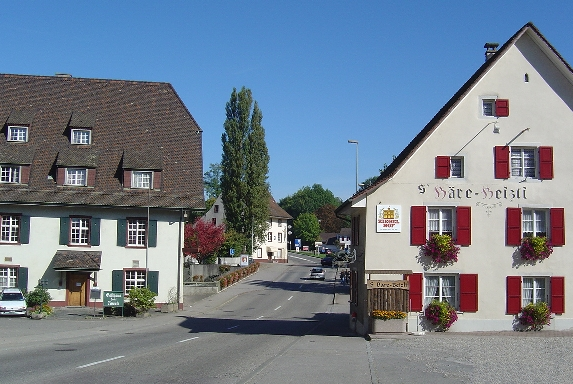
Vista de la calle principal de Augst